# 울론산
울론산(영어: ulonic acid)은 카복실기가 1번 탄소에 있는, 단당류로부터 유도된 카복실산이다.

## 같이 보기
- 우론산